# Putim

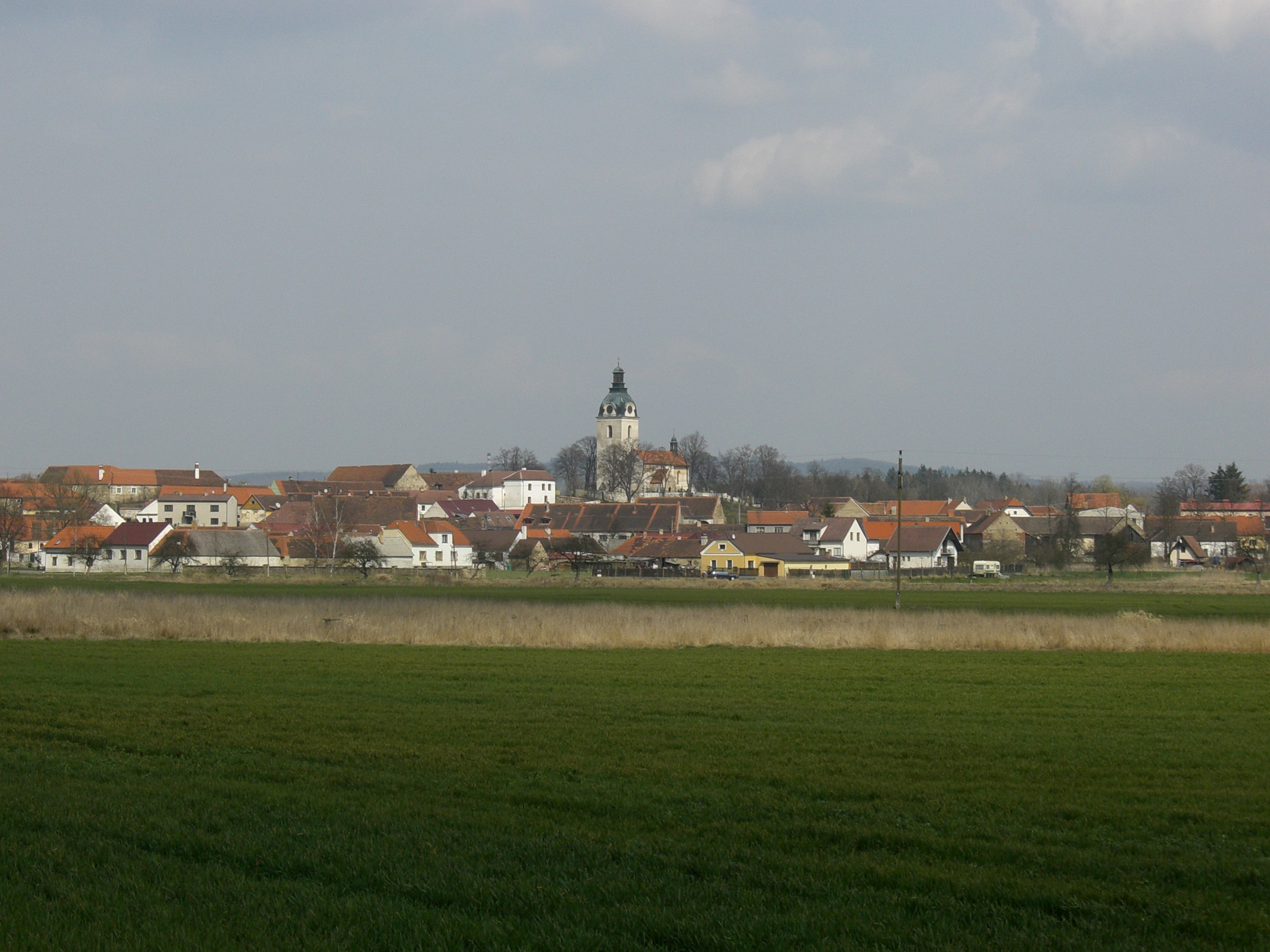
Blick von Ražice auf Putim

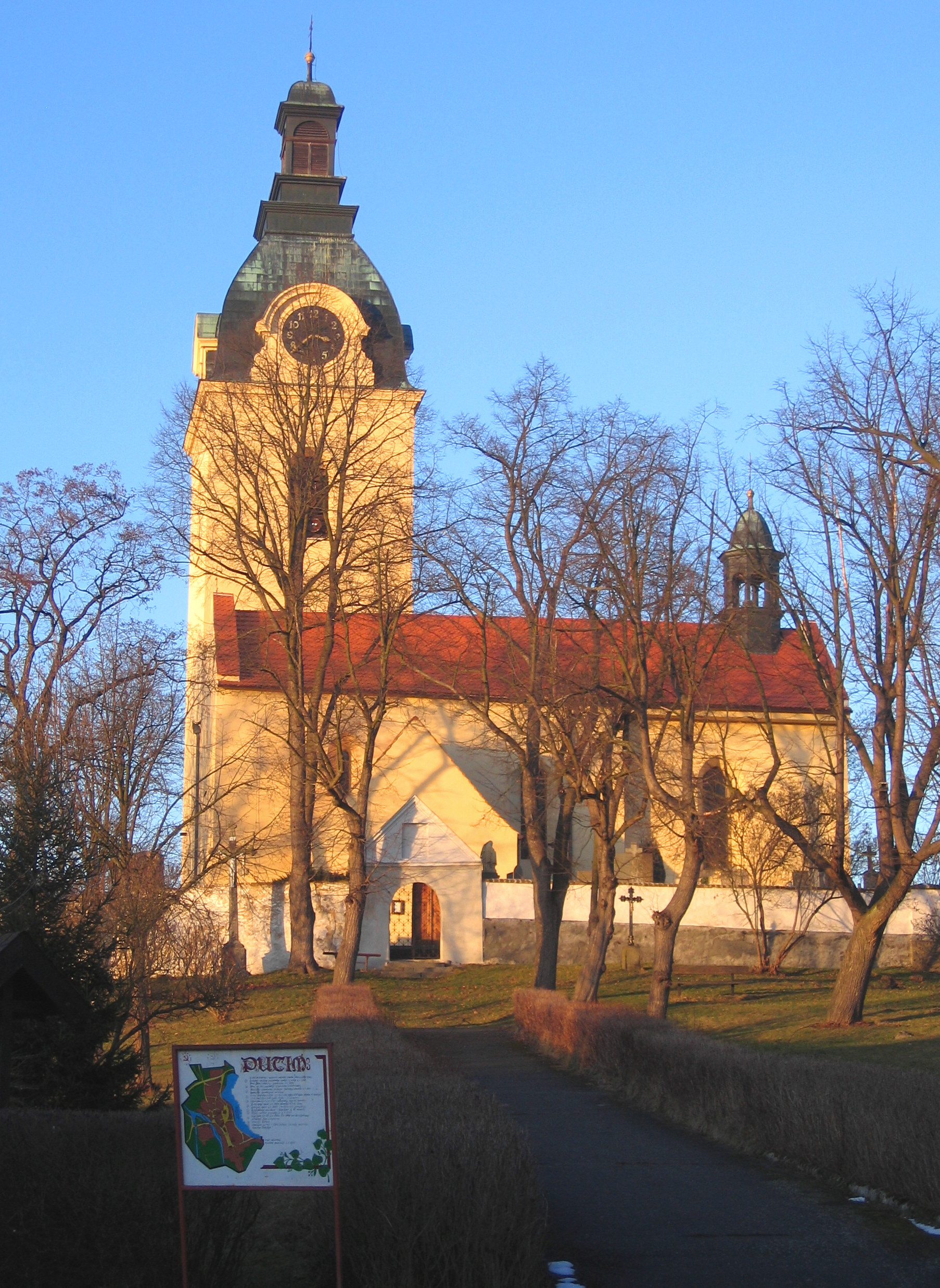
Kirche des hl. Laurentius

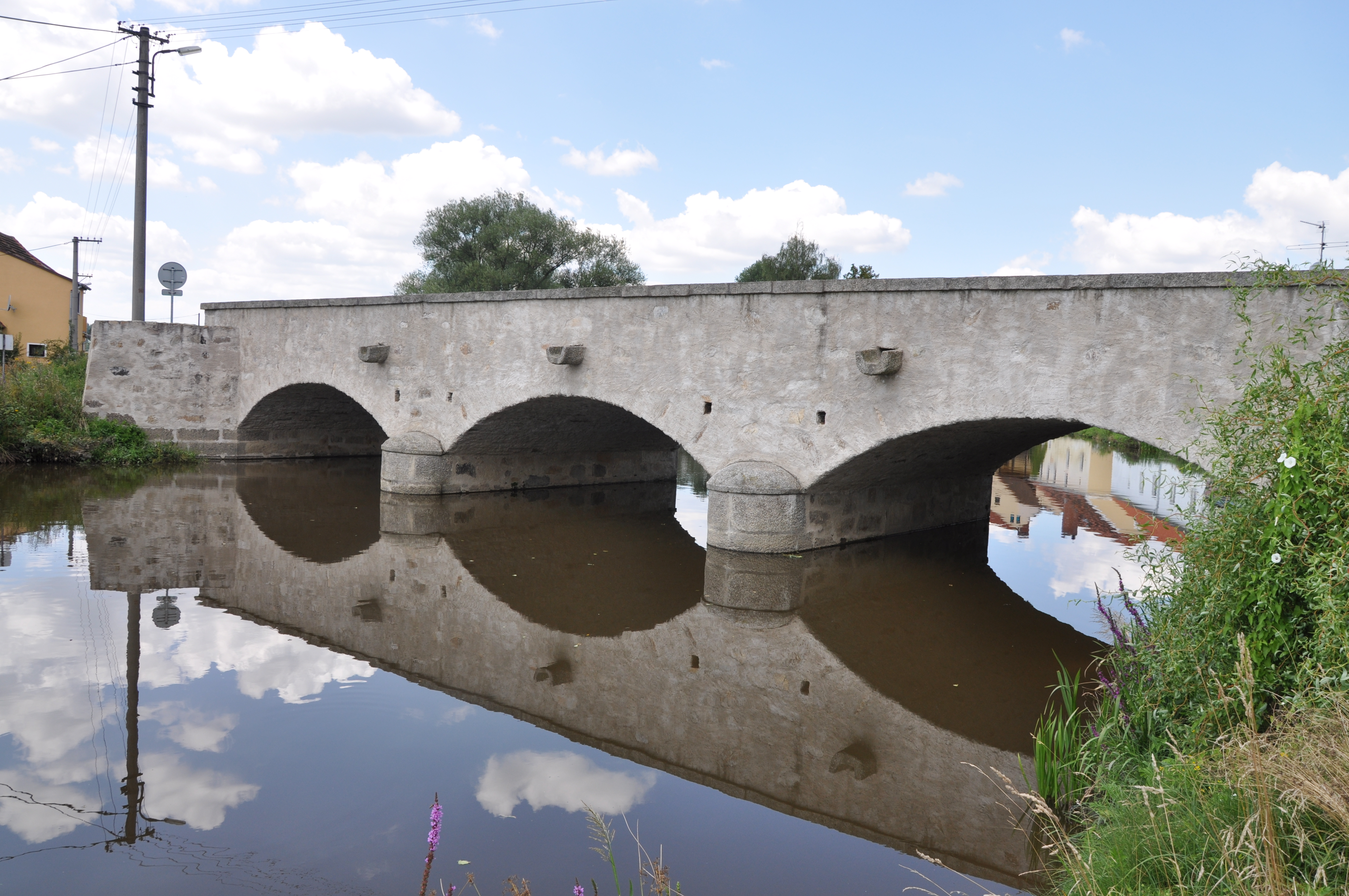
Steinerne Brücke

Putim, bis 1924 Putím (deutsch auch Butin) ist eine Gemeinde in Tschechien. Sie liegt sechs Kilometer südwestlich von Písek und gehört zum Okres Písek.

## Geographie
Putim befindet sich am südwestlichen Fuße der Písecké Hory (Píseker Berge) in der Putimská pánev (Putimer Becken). Das Dorf liegt am rechten Ufer der Blanice, die anderthalb Kilometer nördlich in die Otava mündet. Am östlichen Ortsrand liegt der Teich Podkostelní rybník, hinter diesem verläuft die Bahnstrecke Zdice–Protivín. Gegen Nordosten erstrecken sich u. a. die Teiche Stará Putim und Prostřední Putim; im Südwesten der Řežabinec. Südöstlich erhebt sich der Skalský vrch (476 m) und im Süden die Zlatá hora (461 m). Östlich liegt der Wald Hůrky.
Nachbarorte sind Vápenice, Na Baráku, Hradiště und Putimská Vysoká im Norden, Smrkovice, Na Boubíně und Vydlaby im Nordosten, U Nádraží, Hůrky, Nový Dvůr und Selibov im Osten, Maletice und Červený Mlýn im Südosten, Heřmaň im Süden, Ražice, Mladějovice und Sudoměř im Südwesten, Lhota u Kestřan und Kestřany im Westen sowie Chotěbořice, Zátavský Mlýn und Zátaví im Nordwesten.

## Geschichte
Archäologische Untersuchungen am Pfarrhaus erbrachten zwischen 1996 und 1998 Nachweise für eine Besiedlung des Ortes während der Keltenzeit, Römerzeit, Altslawenzeit sowie seit dem 11. Jahrhundert.
Sedláček hatte zuvor Putim als älteste und bedeutendste Siedlung der Gegend, die noch vor Písek entstanden sei, bezeichnet.
Der älteste schriftliche Nachweis über Putim ist eine Urkunde aus dem Jahre 1205. Darin wird erwähnt, dass das Kloster Insula von Herzog Břetislav II. die Kapelle St. Peter in Putim, vier Vorwerke und einen Teil des Flusses Blanice erhielt und Herzog Vladislav II. zwischen 1148 und 1158 dem Benediktinerkloster den Wald Hůrky überließ. Wahrscheinlich im 13. Jahrhundert erwarb die Königsstadt Pisek Putim. Die Kirche lässt sich anhand der Errichtungsbücher seit 1384 nachweisen, sie ist jedoch deutlich älter. Seit dem 15. Jahrhundert hatte Putim protestantische Pfarrer, der letzte verstarb 1610. Danach wurde die Kirche zur Filiale der Píseker Dechanteikirche und während des Dreißigjährigen Kriegs wieder katholisch. Im Kriegsfalle diente die Kirche den Bewohnern von Putim als wehrhafte Feste. In den Jahren 1650 und 1704 legten Großbrände das gesamte Dorf in Schutt und Asche. Fast jährlich war der Ort von Hochwassern der Otava oder Blanice betroffen. Eine Schule besteht seit 1696. 1755 wurde in Putim wieder ein Pfarrer eingesetzt. 1822 entstand in Putim ein Kornspeicher für die Dörfer Putim, Smrkovice, Semice und Neuhof.
Im Jahre 1840 bestand Putim bzw. Butin aus 88 Häusern mit 595 Einwohnern. Im Ort bestanden unter dem Patronat des Píseker Magistrats die Pfarrkirche zum hl. Laurenz, die Pfarrei und eine Schule. Außerdem gab es ein Brauhaus, ein Branntweinhaus, eine dreigängige Mühle, eine Brettsäge und ein Wirtshaus. Zu Putim gehörten die aus drei Häusern bestehende Einschicht Heřman, die aus einem Jägerhaus und einer Rustikalchaluppe bestehende Einschicht Nad Heřmany sowie die einschichtige Baracke bei der Überfuhr über die Watawa.
Eingepfarrt waren Smirkowitz, Hradischt und Neuhof. Bis zur Mitte des 19. Jahrhunderts blieb Putim immer der Königlichen Kreisstadt Písek untertänig.
Nach der Aufhebung der Patrimonialherrschaften bildete Putím / Putim bzw. Butin eine Gemeinde in Bezirkshauptmannschaft und dem Gerichtsbezirk Písek. Im Jahre 1875 errichtete die Rakonitz–Protivíner Bahn die Bahnstrecke Zdice–Protivín, und östlich des Dorfes entstand ein Bahnhof. 1889 wurde die Bahnstrecke Putím–Ražice eröffnet. Nachfolgend entstand am Bahnhof eine Siedlung. Seit 1924 führt die Gemeinde den amtlichen Namen Putim. Seit 1995 ist Putim ein ländliches Denkmalschutzgebiet. Das Gemeindewappen und -banner wird seit 1998 geführt.

## Gemeindegliederung
Für die Gemeinde Putim sind keine Ortsteile ausgewiesen. Zu Putim gehört die Ansiedlung U Nádraží.

## Sehenswürdigkeiten

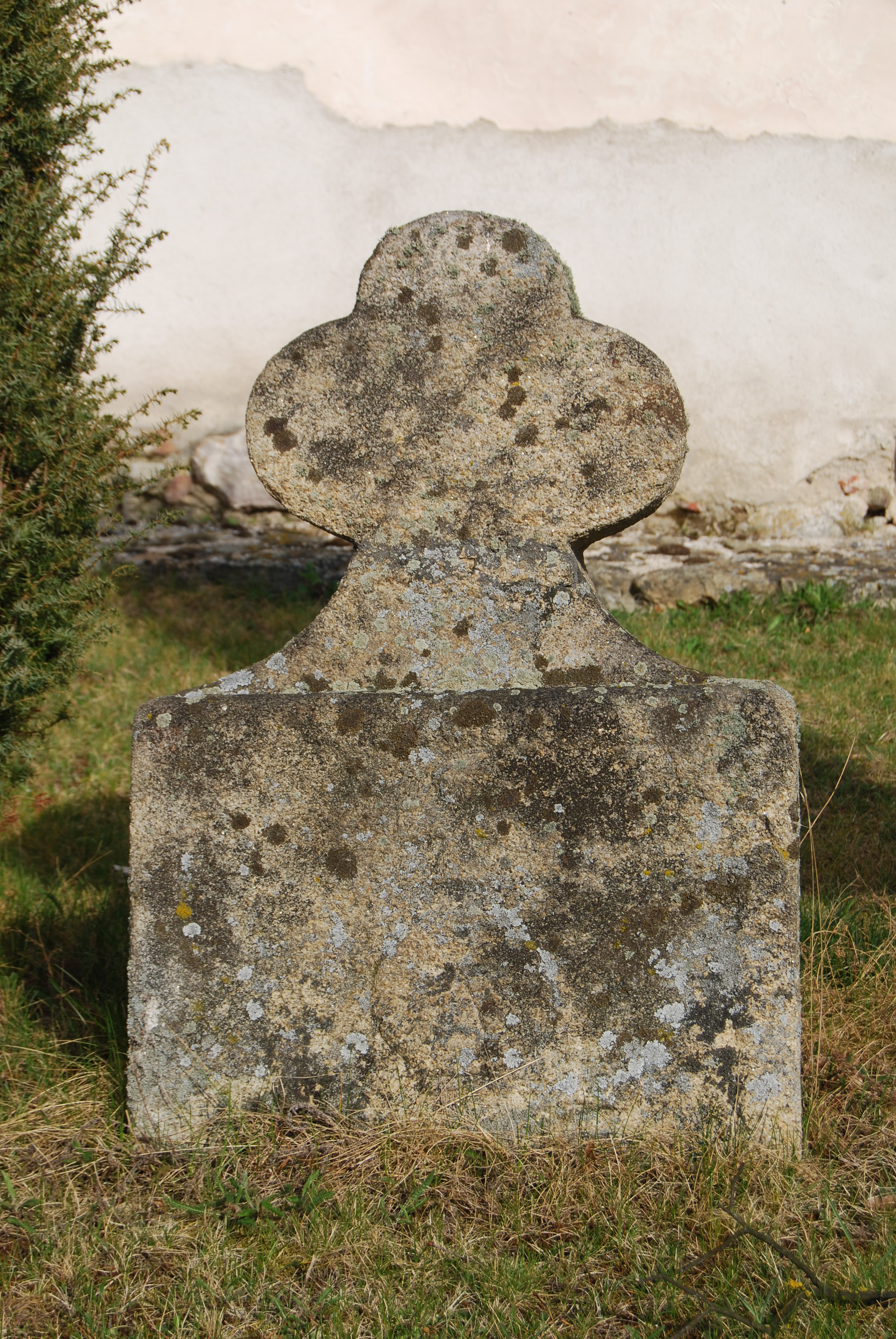
Sühnekreuz

- Frühgotische Wehrkirche des hl. Laurentius, erbaut in der zweiten Hälfte des 13. Jahrhunderts. Im 14. Jahrhundert erfolgte der Anbau eines zweiten kleineren Schiffes. Dieses wurde später von den Utraquisten genutzt, während das andere den Katholiken diente. Den Hochaltar ließ in der Mitte des 17. Jahrhunderts Martin de Hoeff Huerta errichten. In der Kirche befindet sich die Familiengruft der Ritter Radkowetz von Mirowitz und Drahonitz aus den Jahren 1571 bis 1610 sowie das Grab des Niklas Wrabsky von Wraby und Mladěgowitz († 1581). Um die Kirche befindet sich ein ummauerter Friedhof mit einem Beinhaus aus dem Jahre 1741.
- Spätgotisches Pfarrhaus aus dem 16. Jahrhundert, es entstand auf dem Mauern eines alten Hofes sowie einer Begräbnisstätte aus dem 11. und 12. Jahrhundert
- Steinerne dreibögige Brücke über den Mühlgraben, erbaut 1864, Denkmal
- Eiserne Brücke über die Blanice, errichtet 1884, technisches Denkmal
- Sühnekreuz am Podkostelní rybník
- Mehrere Gehöfte im Bauernbarockstil
- Nischenkapelle der hl. Anna, erbaut 1818
- Nischenkapelle des hl. Johannes von Nepomuk, an der Eisenbrücke, errichtet 1884

## Trivia

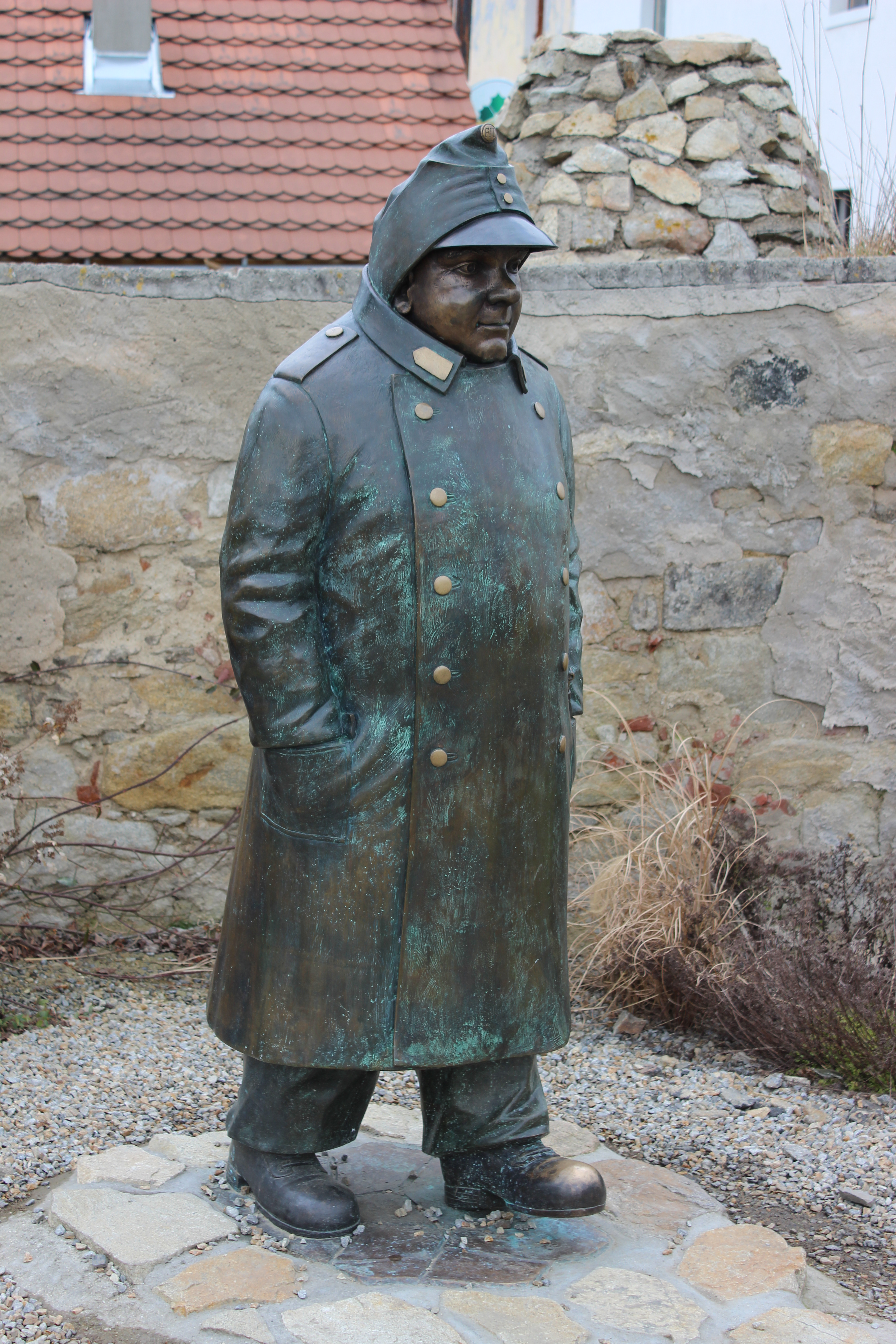
Schwejkstatue

- Putim ist einer der Handlungsorte des Romans Der brave Soldat Schwejk. 2014 wurde daher eine Statue des Protagonisten errichtet. Jaroslav Hašeks Mutter Kateřina, geborene Jarešová stammte aus Krč und wuchs im Teichwächterhaus am nahegelegenen Ražický rybník auf.
- Auf dem Putimer Friedhof befindet sich das Grab von Jan Cimbura, der Titelfigur des gleichnamigen Romans von Jindřich Šimon Baar. Sein Onkel Josef Baar wirkte als Pfarrer in Putim.